# Mathias Strömberg
Mathias Strömberg, född 1972 i Stockholm, är en svensk kommunikationschef, kreatör, textförfattare och sångare.
Strömberg är utbildad i konst vid Goldsmith's College och i design vid Central Saint Martin's i London. 1996 startade han reklambyrån Kommun, fortsatte som art director hos bland annat Föreningen Svensk Forms tidning Form, Nöjesguiden, Bon och Dagens Nyheter och gick sedan över till kreativt ledarskap och arbetade som varumärkeskonsult i egen verksamhet och hos Stockholmsbaserade reklam, PR- och designbyråer. 
Strömberg har även varit verksam som manuslektör för SF och Nordisk Film, textförfattare och sångare i garagerockbandet Vendor, elektropunkduon Fraction of My Former Self och den svenska poptrion The Bell vars musik bland annat använts i tv-serierna Vampire Diaries , Kyle X/Y och Jersey Shore samt reklamfilmer för bland annat Google Play  och startat och drivit Swedishness.com, en e-handelssajt för svensk design, nedlagd 2013, och inredningsbutiken Strömbergs 2009–2012.
Sedan november 2018 är han kommunikationschef hos Skap. och var till och med 2023 även delägare i det svenska solljusföretaget Solros.